# 지휘관
지휘관(指揮官)은 주로 군대 · 경찰 · 소방 등에서 부대를 지휘하는 임무를 지닌 사람을 말한다. 비유로서 기업의 경영자와 관리자, 스포츠 팀의 감독 등을 칭하는데 사용될 수 있다. 군대 등에서는 사령관 (사령부)의 명령에 따라 부대를 지휘하는 임무에 해당 군인을 가리킨다. 일반적으로 지휘관이라 함은 특정 직책을 가리키는 것이 아니며 중대장, 지역대장, 대(隊)장, 대대장, 연대장, 여단장, 사단장, 군단장, 작전사령관 등을 총칭하는 것이다.
지휘관은 자신의 휘하에 부하가 존재하고 그 부하에게 절대적인 명령권이 있는 모든 장교를 의미한다. 때문에 지휘보직이 장교가 아닌 병이나 부사관이 들어갈 수 있는 분대장과 소대장은 지휘관이라 하지 않고 지휘자라 한다. 설령 부대의 중요성이 떨어져서 부사관이 중대장을 할 경우 중대장으로 복무하는 부사관 역시 지휘관이라 하지 않는다. 다만 훈련소와 사단 신병교육대대 같은 경우는 상사나 원사급 부사관이 '교육중대장'을 맡는 경우가 많은데, 이런 경우 부사관도 역시 지휘관으로 인정되며 지휘관 대우를 받는다.
육군의 경우에는 주로 대위 때 중대장을, 중령 때 대대장, 대령 때 연대장, 준장 때 여단장, 소장 때 사단장, 사령관과 교육기관장, 중장 때 군단장, 육군사관학교장, 수도방위사령관과 특전사령관, 대장 때 제2작전사령관, 지상작전사령관, 대장으로 제대한 이후 국방부 장관이라는 지휘관을 맡을 수 있다.
지휘권을 가진 자들은 가슴에는 지휘관 휘장을 패용한다. 지휘자의 경우 지휘관 휘장은 패용하지 않는다. 하지만 국방부 장관은 군복을 입지 않기 때문에 견장과 휘장을 차지 않는다. 이전에는 지휘자 견장(일명 녹색견장)을 달았었는데 2024년 4월 11일, 육군은 공식적으로 전투복에 지휘자 견장 패용 금지령을 확정함에 따라 5월부터 전투복에 지휘관 견장 패용을 금지한다. 정복과 근무복에는 그대로 단다.

## 지휘관 휘장
중대장 이상의 지휘관이 되면 가슴에 지휘관 휘장을 착용한다. 하지만 지휘관 휘장의 종류는 보직이 아닌 계급으로 분류된다.
- 위관용: 위관급 장교가 패용하는 것이 원칙이지만 중대장 보직을 받은 부사관도 패용한다. 무궁화와 X자로 교차된 지휘봉이 그려져 있다. 특전사의 각 여단 직할 시설대장은 보직 분류상 대대장이지만 소위 보직이기 때문에 위관용 지휘관휘장을 패용하며 위관용 지휘관 휘장을 패용하는 가장 높은 보직이다.
- 영관용: 대대장, 연대장 용이지만 소령 보직인 본부대장, 직할중대장, 특전사 지역대장도 패용한다. 위관용과 동일하지만 무궁화가 금색이다.
- 장성용: 여단장, 사단장, 군단장이 패용한다. 무궁화가 상단으로 올라간다.
- 대장용: 작전사령관이 패용한다, 장성용과 동일하지만 지휘봉이 금색이다.
- 참모총장용

## 지휘봉
소령 이상의 지휘관이 되면 지휘봉이 지급된다. 따라서 대위가 담당하는 중대장은 지휘관이지만 지휘봉이 없다.
- 영관용: 대대장, 연대장 용이지만 소령 보직인 본부대장, 직할중대장, 특전사 지역대장도 소지한다. 철제 지휘봉이다.
- 장성용: 여단장, 사단장, 군단장이 소지한다. 목제 지휘봉이다.

## 같이 보기
- 지휘통제
- 참모